# Powiat Hino
Powiat Hino (jap. 日野郡 Hino-gun) – powiat w Japonii, w prefekturze Tottori. W 2021 roku liczył 9787 mieszkańców.

## Miejscowości
- Hino
- Kōfu
- Nichinan

## Historia[2][3]

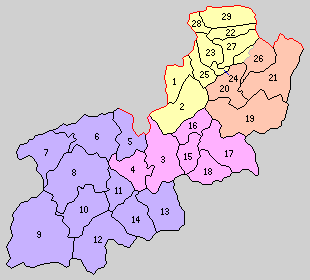
Powiat Hino (1889 r.)

- Powiat został założony 12 stycznia 1879 roku. Wraz z utworzeniem nowego systemu administracyjnego 1 kwietnia 1889 roku powiat Hino został podzielony na 29 wiosek[4].
- 1 stycznia 1912 – w wyniku połączenia wiosek Hiyoshi i Yoshizu powstała wioska Yagō. (28 wiosek)
- 28 grudnia 1912 – wioska Iwami powiększyła się o teren wioski Fukunari. (27 wiosek)
- 1 września 1913 – w wyniku połączenia wiosek Watari i Yasui powstała wioska Hino. (26 wiosek)
- 17 października 1913: (1 miejscowość, 23 wioski)
  - wioska Kurosaka powiększyła się o teren wioski Sugefuku.
  - wioska Neu połączyła się z wioską Manasumi i zdobyła status miejscowości.
- 1 lutego 1914 – wioska Mizoguchi powiększyła się o teren wiosek Kanaiwa i Sakae. (1 miejscowość, 21 wiosek)
- 1 grudnia 1917 – w wyniku połączenia wiosek Sugasawa i Inga powstała wioska Ōmiya. (1 miejscowość, 20 wiosek)
- 1 kwietnia 1918 – w wyniku połączenia wiosek Yonehara i Kanazawa powstała wioska Nikkō. (1 miejscowość, 19 wiosek)
- 1 grudnia 1921: (1 miejscowość, 17 wiosek)
  - wioska Nibu powiększyła się o teren wioski Nogami.
  - w wyniku połączenia wiosek Kasumi i Miyauchi powstała wioska Hinokami.
- 1 października 1931 – wioska Mizoguchi połączyła się z wioską Asahi i zdobyła status miejscowości. (2 miejscowości, 15 wiosek)
- 1 stycznia 1936 – wioska Kurosaka zdobyła status miejscowości. (3 miejscowości, 14 wiosek)
- 1 października 1947 – wioska Ebi zdobyła status miejscowości. (4 miejscowości, 13 wiosek)
- 1 czerwca 1953 – w wyniku połączenia miejscowości Ebi i wiosek Kanagawa i Yonezawa powstała miejscowość Kōfu. (4 miejscowości, 11 wiosek)
- 1 października 1953 – miejscowość Neu powiększyła się o teren wioski Hino. (4 miejscowości, 10 wiosek)
- 1 kwietnia 1954 – miejscowość Mizoguchi powiększyła się o teren wioski Nibu i część wsi Nikkō. Pozostała część Nikkō została włączona do miejscowości Kōfu. (4 miejscowości, 8 wiosek)
- 31 marca 1955 – wioska Yagō została włączona w teren miejscowości Kishimoto (z powiatu Saihaku). (4 miejscowości, 7 wiosek)
- 20 maja 1955 – w wyniku połączenia wiosek Hinokami i Yamagami powstała miejscowość Hakunan. (5 miejscowości, 5 wiosek)
- 30 czerwca 1955 – w wyniku połączenia wiosek Ōmiya i Abire powstała wioska Takamiya. (5 miejscowości, 4 wioski)
- 1 kwietnia 1959 – w wyniku połączenia miejscowości Hakunan i wiosek Takamiya, Tari, Iwami i Fukusakae powstała miejscowość Nichinan. (5 miejscowości)
- 1 maja 1959 – w wyniku połączenia miejscowości Neu i Kurosaka powstała miejscowość Hino. (4 miejscowości)
- 1 maja 1984 – miejscowość Mizoguchi (溝口町（みぞぐちちょう）) zmkieniła nazwę na Mizokuchi (溝口町（みぞくちちょう）).
- 1 stycznia 2005 – miejscowość Mizokuchi połączyła się z miejscowością Kishimoto (z powiatu Saihaku) tworząc miejscowość Hōki (w powiecie Saihaku). (3 miejscowości)